# Костенко Олександр Миколайович
Олекса́ндр Микола́йович Косте́нко (* 4 жовтня 1949, с. Щербанівське, Миколаївська область) — український вчений у галузі юриспруденції і філософії. Публіцист. Доктор юридичних наук, професор, завідувач відділу з проблем кримінального права, кримінології та судоусторою Інституту держави і права ім. В. М. Корецького НАН України. Академік Національної академії правових наук України. Кавалер ордена «За заслуги» III ступеня. Заслужений діяч науки і техніки України. Лауреат премії ім. М. П. Василенка Національної академії наук України (1995), премії імені Ярослава Мудрого (2005). Член Національної спілки журналістів України. Член редакційних колегій журналів «Право України», «Публічне право», «Вісник кримінального судочинства», щорічника «Правова держава».
Член спеціалізованих вчених рад Д 26.236.02 в Інституті держави і права імені В. М. Корецького НАН України та Д 26.001.05 у Київському національному університеті імені Тараса Шевченка. Автор понад 600 наукових і науково-публіцистичних праць (у тому числі 6 індивідуальних і 15 колективних монографій).

## Біографічні відомості
У 1973—1978 рр. навчався на юридичному факультеті Київського університету ім. Тараса Шевченка. Після закінчення ВНЗ працював адвокатом у Миколаївській обласній колегії адвокатів.
У 1979—1982 рр. навчався в аспірантурі Інституту держави і права ім. В. М. Корецького НАН України. З листопада 1982 р. працює там же молодшим науковим співробітником, науковим співробітником, старшим науковим співробітником, з 1996 р. — провідним науковим співробітником, а з 1999 р. — завідувачем відділу проблем кримінального права, кримінології та судоустрою. Займається педагогічною діяльністю: був завідувачем кафедрою кримінального права та процесу Київського університету права НАН України, є професором Національного університету «Києво-Могилянська академія».

## Сфера наукових інтересів і досліджень
У 1983 році О. М. Костенко захистив дисертацію на здобуття наукового ступеня кандидата юридичних наук на тему «Співвідношення раціонального та емоціонального в кримінології» (спеціальність 12.00.08), у 1995 р. — захистив дисертацію на здобуття наукового ступеня доктора юридичних наук на тему «Воля і свідомість злочинця (дослідження із застосуванням принципу натуралізму)» (спеціальність 12.00.08).
О. М. Костенко розвиває натуралістичний світогляд, відповідно до якого «усе суще — це прояв сутності, яка називається Природою» - ПАННАТУРАЛІЗМ. Прояв Природи в сущому означає, що вона, як Мати, породжує усе суще і дає йому Закони, утворюючи таким чином Світопорядок. Виходячи з паннатуралістичної ідеї природної цілісності світу, вираженої у вигляді постулату «Мати-Природа — Найвищий Законодавець для всього сущого на усі часи», сформулював принцип всесвітньої законності, згідно з яким все суще на світі існує, пристосовуючись до Законів Матері-Природи, а також ідею паннатуралізму: "Все існує за Законами Природи - ніщо не існує поза Законами Природи". Звідси також випливає принцип соціального натуралізму, з допомогою якого він запропонував позитивне вирішення «основного питання сучасного світогляду»: «Чи є соціальне природним?». Сутність теорії соціального натуралізму полягає у визнанні існування — поряд з фізичною і біологічною природами — також соціальної природи, що існує за своїми, притаманними для неї (відмінними від фізичних і біологічних!) законами — законами соціальної природи. На цьому заснована так звана «теорія трьох природ», що розробляється О. М. Костенком. Відповідно до цього «натуралістичного» підходу соціальні явища є «третьою» природою, яка має свої природні закони для існування, відмінні від фізичних і біологічних законів.
Виходячи з соціального натуралізму, вчений доводить, що в суспільстві реально існують і діють закони соціальної природи, і зокрема закони природної моралі і закони природного права, з якими люди мають узгоджувати свою волю і свідомість. Сутністю законів соціальної природи є природна необхідність, на якій засноване суспільне життя людей: законним є те, що є природно необхідним. Ці закони є та "невидима рука", яка управляє суспільним життям людей. О.М.Костенко пропонує теорію "верховенства законів соціальної природи", згідно з якою суспільне життя людей засноване на верховенстві законів соціальної природи, а роль волі і свідомості людей полягає у тому, що вони є засобами пристосування людей до законів соціальної природи, які діють у суспільстві саме через волю і свідомість людей. Звідси випливає наступний "соціально-натуралістичний імператив: вчиняй так, щоб твоя поведінка узгоджувалась із законами соціальної природи". У своєму суспільному житті люди мають керуватися принципом "ВЕРХОВЕНСТВА ЗАКОНІВ СОЦІАЛЬНОЇ ПРИРОДИ", і зокрема принципом "верховенства законів природного права". Таким чином, значення і роль теорії соціального натуралізму полягає в протидії сваволі і ілюзіям у всіх сферах суспільного життя людей.
Воєнна агресія - це прояв комплексу сваволіі і ілюзій, тобто соціопатії: якби не було ураження людей соціопатією, то не було б і воєн. ПРИНЦИП ВЕРХОВЕНСТВА ЗАКОНІВ СОЦІАЛЬНОЇ ПРИРОДИ – ЄДИНИЙ «СПІЛЬНИЙ ЗНАМЕННИК», НАВКОЛО ЯКОГО МОЖЛИВО ОБ’ЄДНАТИ УСІХ ЛЮДЕЙ СВІТУ ДЛЯ ЗАПОБІГАННЯ ВІЙНАМ І ДОСЯГНЕННЯ МИРУ НА ЗЕМЛІ.
Вчений пропонує, виходячи з принципу соціального натуралізму, реформувати соціальні науки у науки про природні закони суспільного життя людей, з якими мають узгоджуватися їх воля і свідомість. Соціальний прогрес розглядає як результат узгодження волі і свідомості людей з природними законами суспільного життя згідно з формулою: «Вперед — до Природи, керуючись принципом соціального натуралізму!». Заперечення існування законів соціальної природи відкриває шлях до поширення в суспільстві сваволі і ілюзій, які є основною загрозою для нормального життя людей у суспільстві: «Якщо законів соціальної природи немає, то людині все дозволено!».
Для пояснення соціальних явищ О. М. Костенко запропонував поняття соціогенний фактор — фактор, необхідний для існування соціуму. Цим фактором є притаманна людям властивість, необхідна для існування людського соціуму за законами соціальної природи. Такою властивістю є соціальна культура людей як міра узгодженості їх волі і свідомості із законами соціальної природи. Принципом соціальної культури людей є принцип верховенства законів соціальної природи. Соціальна культура людей складається з політичної, економічної, правової, моральної, релігійної, наукової, технологічної, санаційної, екологічної тощо видів. Соціогенез — це результат дії «людського фактору», який включає в собі: 1) соціальну культуру людей; 2) соціальну поведінку людей. Відповідно до соціально-натуралістичного підходу існує наступна закономірність: яким є цей людський фактор — таким є і суспільне життя людей.
Для забезпечення соціального прогресу у сучасному світі запропонував прийняття ООН "Декларації всесвітньої солідарності людей", відповідно до якої основою солідарності людей має бути "спільний знаменник" - соціальна культура людей, заснована на світогляді соціального натуралізму.
Мати-Природа визнається як Єдине Джерело Істини. Істина — це такий витвір волі і свідомості людини, який відповідає законам Матері-Природи. Зокрема, соціальна істина — це ідея, яка відповідає законам соціальної природи. У такому розумінні Істина — засіб протидії деградації (відпадіння від законів Матері-Природи) людства: «Людство врятує Істина, яка вказує йому шлях до життя у злагоді із законами Матері-Природи!». Саме відповідність соціальної ідеї законам соціальної природи є критерієм соціальних істин. Іншими словами, усе, що відповідає законам природи є істинним, а усе, що не відповідає їм — неістинне. Так само Мати-Природа визнається Єдиним Джерелом Добра, Духовності, Свободи, Щастя, Права, Моралі, Справедливості, Безпеки, Віри, Благополуччя, Здоров'я, Мистецтва та будь-яких інших цінностей для Людини. Відповідно до цього у людей має існувати «Культ Матері-Природи», який є основою безпеки людства і поступу по шляху соціального прогресу. Соціальні цінності О.М.Костенко пропонує визначати відповідно до соціального натуралізму як форму відображення законів соціальної природи.
Основою нормального суспільного життя людей є соціальний порядок, під яким розуміється стан узгодженості відносин між людьми із реально існуючими і діючими природними законами суспільного життя. Усі кризові явища у суспільстві розглядаються як наслідок порушення (зокрема, у вигляді аморальних вчинків і злочинів) людьми природних законів суспільного життя. Обґрунтовує необхідність конвергенції соціальних і несоціальних («природничих») наук шляхом поглиблення пізнання ними «спільного знаменника» — універсальних законів Матері-Природи. На основі соціал-натуралізму розвиває так звану натуралістичну філософію, основне питання якої формулюється так: «Яка роль волі і свідомості людини у світі, що існує за законами природи?».
О. М. Костенко запропонував генераційно-регуляційну модель поведінки людини, засновану на «законі годинника». Відповідно до цієї моделі воля людини — це здатність генерувати поведінку, а свідомість людини — це здатність регулювати поведінку. Таким чином, згідно із законом годинника" воля відіграє роль «пружини», а свідомість — роль «маятника» у механізмі людської поведінки. Проблема свободи волі у світлі соціального натуралізму вирішується так: свобода волі — це можливість людини генерувати (породжувати) свою поведінку, що регулюється свідомістю. Ця можливість може реалізуватися двома способами: 1) відповідно до законів фізичної, біологічної та соціальної природи; 2) всупереч цим законам. Відповідно до цього свобода волі є двох видів (дуалізм свободи волі): 1) свобода волі, упорядкована законами природи; 2) свобода волі, не упорядкована законами природи, тобто свобода сваволі. Поняття свободи в цьому контексті інтерпретується наступним чином: свобода — це можливість своєю власною волею генерувати (породжувати) поведінку, що регулюється свідомістю. Якщо у соціальній поведінці людини ця можливість реалізується відповідно до законів соціальної природи, то має місце справжня свобода людини, якщо ж вона реалізується всупереч законам соціальної природи, то має місце псевдосвобода (наприклад, у вигляді кримінальної свободи, що проявляється при вчиненні злочину). Із соціально-натуралістичної концепції свободи волі випливає також дуалістична концепція лібералізму в соціальних науках, згідно з якою лібералізм є двох видів: 1) ідеологія, яка обґрунтовує нічим не упорядковану свободу, тобто сваволю в соціальній поведінці людей (так званий «безкультурний» лібералізм); 2) ідеологія, яка обґрунтовує свободу, упорядковану законами соціальної природи, тобто справжню свободу (так званий «культурний» лібералізм).
З соціально-натуралістичною концепцією свободи волі пов'язана і концепція соціально-натуралістичного детермінізму: закони соціальної природи, діючи через волю і свідомість, людей детермінують їхню поведінку.
Виходячи з соціального натуралізму, запропоновано концепцію соціально-натуралістичного детермінізму, згідно з якою соціальна культура людей визначає їхнє життя в суспільстві, зокрема політику, економіку, право, мораль тощо.
Відповідно до теорії соціального натуралізму О. М. Костенко визначає поняття «природного права» наступним чином: «природне право» — це правила відносин між людьми у суспільстві, що випливають із законів соціальної природи. На основі такого визначення «природного права» ПРАВО розуміється як відкриті людьми і втілені у чинному законодавстві закони «природного права». Правопорядок має засновуватися на «принципі верховенства законів природного права» — цей принцип слід покласти в основу Конституції і реалізувати в правовій системі країни. У світлі соціального натуралізму запропоновано нову концепцію прав людини, а також концепцію природних обов'язків людини, згідно з якою із законів соціальної природи випливають не лише права людини, а й обов'язки людини («природні обов'язки людини»). О. М. Костенко сформулював так зване «основне питання юриспруденції»: що є першоджерелом права —  реально існуючі і діючі закони соціальної природи чи воля і свідомість людей? Залежно від відповіді на це питання він розрізняє два типи праворозуміння: якщо першоджерелом права визнаються закони соціальної природи, то таке праворозуміння називається «соціально-натуралістичним», якщо першоджерелом права визнаються воля і свідомість людей, то таке праворозуміння називається «позитивістським». Згідно з теорією соціального натуралізму правова культура людини визначається як міра узгодженості волі і свідомості людини із реально існуючими і діючими у суспільстві законами «природного права» (іншими словами: першоджерелом правової культури людей є закони «природного права»). Принципом правової культури людей є принцип верховенства законів природного права. О. М. Костенко відстоює концепцію підготовки юристів на основі «соціально-натуралістичного праворозуміння». Відповідно до соціально-натуралістичного праворозуміння О. М. Костенко сформулював «правило органічної єдності прав і обов'язків» у структурі правопорядку, згідно з яким права і обов'язки є дійсними лише в органічній єдності: права, яким не кореспондують обов'язки є недійсними, тобто псевдоправами, так само як і обов'язки без органічної єдності з правами є недійсними, тобто псевдообов'язками.
Виходячи з принципу соціального натуралізму, вчений запропонував «соціально-натуралістичну концепцію соціопатії людини». Будь-яке зло, що вчиняється людиною він розглядає як прояв її соціопатії. Соціопатія, відповідно до соціально-натуралістичної концепції, — це стан неузгодженості волі і свідомості людини із законами соціальної природи. Неузгодженість волі із законами соціальної природи — це стан сваволі, а неузгодженість свідомості із зазначеними законами — це стан ілюзій. Воля і свідомість у такому стані утворюють «комплекс сваволі і ілюзій», ураження яким і породжує соціопатію людини. Злочинність, екстремізм, аморальність, обскурантизм і усі інші прояви зла — це прояви соціопатії людини. Соціопатизація людей — основа усіх загроз людству. Протидія їй — основа безпеки людства. Найкращим способом протидії злу вчений вважає культивування добра. Для цього пропонується розвивати науку про добро (бонумологію), яка має досліджувати причини і умови проявів добра у поведінці людей, а також розробляти шляхи формування такого стану волі і свідомості у людини, який би проявлявся у вигляді добра.

## Відзнаки
Нагороджений Почесною Грамотою Верховної Ради України (2009).
Нагороджений відзнакою Національної академії наук України "За професійні здобутки". (2019).

## Основні наукові публікації
- Культура і закон — у протидії злу. — Київ: Атіка. — 2008. — 352 с.
- Проблема № 1 сучасної цивілізації (в українському контексті). — Черкаси: СУЕМ,2008. — 112 с.
- Принцип отражения в криминологии (психологический механизм криминального поведения). — Киев, 1986. — 125 с.
- Криминальный произвол (социопсихология воли и сознания преступника). — Киев, 1990. — 146 с.
- Принципи «універсальної конституції» природи // Трибуна. — 1993. — № 8-9. — с. 15.
- Принцип натуралізму в юридичній науці і кримінології // Правова система України: теорія і практика. Тези доповідей і наукових повідомлень науково-практичної конференції (Київ, 7-8 жовтня 1993 року). — Київ, 1993. — С. 390—392.
- Трикутник долі // Віче. — 1993. — № 6. — С. 91-99.
- Концепція природного права і законодавство // Правова держава. — 1996. — Вип.7. — С. 77-84.
- Культура і закон // Правова держава. — 1998. — Вип. 9. — С. 130—136.
- Основне питання правознавства: пошуки сучасного рішення // Ерліхівський збірник. Юридичний факультет Чернівецького національного університету ім. Юрія Федьковича. — 2002. — Вип. 3. — С. 4-10.
- Основне питання правознавства з позиції соціального натуралізму // Проблеми філософії права. — 2003. — Т.1. — С.72-77.
- Проблеми кримінального права, кримінології та кримінальної юстиції // Правова держава. Спеціальний випуск. — 2004. — С. 135—168.
- Кримінальний кодекс і доктрина // Право України. — 2004. — № 7. — 43-48.
- Соціальний натуралізм як методологічний принцип юриспруденції і кримінології // Вісник академії правових наук України. — 2004. — № 4. — С. 133—145.
- Феномен «помаранчевої революції» у світлі політичної кримінології // Віче. — 2005. — № 1. — С. 6-8.
- Феномен права у світлі соціального натуралізму // Часопис Київського університету права. — 2005. — № 2. — С. 3-12.
- Природні і людські фактори у праві (дослідження з позиції соціального натуралізму) // Вісник Національної академії наук України. — 2005. — № 8. — С. 25-35.
- Соціальний натуралізм як методологічний принцип філософії права // Проблеми філософії права. Том IV—V. — Київ-Чернівці: Рута, 2008. — с. 98-107.
- Соціальна культура громадян — основа нової України // Наукові записки Національного університету «Києво-Могилянська академія». Том 38. Юридичні науки. — 2005. — С. 38-41.
- Соціальний натуралізм — ідеологічна основа культурної революції XXI століття // Універсум. — № 9-10, вересень-жовтень 2006. — С. 4-8.
- Універсальний натуралізм — підґрунтя наукової культури нового типу // Вісник Національної академії наук України. — 2007. — № 10. С. 37-44.
- Соціальний натуралізм — світогляд майбутнього // Вісник Національної академії наук України. — 2006. — № 10. — С. 33-39.
- Як вийти на шлях соціального прогресу (10 тез до дискусії щодо антикризової реформи соціальних наук) // Вісник Національної академії наук України. — 2009. — № 1. — С. 68-76.
- Корупція в Україні у світлі політичної кримінології // Політичний менеджмент: наук. журнал / голов. ред. Ю. Ж. Шайгородський. — 2009. — № 1. — С. 49-55.
- Соціальна культура громадян — найкращий антикризовий засіб // Економічний часопис — XXI. — 2009. — № 7-8. — С.17-21.
- Вперед — до Природи! Апологія натуралізму // Світогляд. — 2009. — С. 34-38.
- Социальный натурализм — мировоззрение социального прогресса (к дискуссии по вопросу «Является ли социальное природным?») // Современные достижения в науке и образовании. Сборник трудов III Международной научной конференции. 16-23 сентября 2009 г., г. Тель-Авив (Израиль). — 2009. — С. 121—124.
- Социальный натурализм — основа антикризисного мировоззрения // Философия и культура. — 2009. — № 4. — С. 234—239 (Науковий журнал. Російська Федерація, Москва).
- Культура — мать порядка // газ. День, 30 мая 2009 г.
- «Является ли социальное природным?» — основной вопрос современного мировоззрения // «Ученые записки». Сборник трудов Израильской Независимой Академии развития наук (ИНАРН). — 2009. — № 16. — С. 104—107. ISSN 1565-7965.
- «Натуралистическая» юриспруденция — прогрессивная основа национального и международного правопорядка (12 тезисов к дискуссии о метаморфозе юриспруденции) // Вопросы правоведения. Всероссийский научно-теоретический журнал — 2010. — № 2(6). — С. 10-23.
- Про підвищення ролі суспільних наук у модернізації України // Віче. Журнал Верховної ради України. — 2010. — № 13. — С. 63-65.
- Що є право? Про основи «натуралістичної» юриспруденції у світлі соціального натуралізму // Право України. — 2010. — № 4. — С. 83-92.
- Юридична наука, освіта і правове виховання у механізмі забезпечення правопорядку (в контексті соціально-натуралістичної юриспруденції) // Держава і право у світлі сучасної юридичної науки. Збірник наукових праць на пошану академіка Ю. С. Шемшученка. К.: Юридична література, 2010. — С. 388—400.
- Злочин і відповідальність за нього у світлі соціального натуралізму (щодо соціально-натуралістичної доктрини кримінального правознавства) // Право України. — 2010. — № 9. — С. 31-40.
- Social naturalism as a methodological principle of comparative law and legal globalistics (theory of «naturalistic jurisprudenc») // Foundations of comparative law. Methods and typologies. Edited by W.E.Batler. — Wildy, Simmonds and Hill Publishing. — London. — 2011. — P. 234—254.
- Чи є соціальне природним? Проблема № 1 сучасного світогляду // Трибуна. — 2011. — № 5-6, 7-8. -С. 36—39.
- Концепція прав людини: сучасний стан і перспективи розвитку // Бюлетень Міністерства юстиції України. — 2011. — № 11. — С. 5-13.
- Соціальний натуралізм — актуальна ідеологія для України // Віче. — 2012.- № 22. — С. 24-26.
- Прогресивний світогляд і конституційна перспектива // Віче. — 2013. — № 11. — С. 24-26.
- Просвітництво — вище політики // Літературна Україна. — 17 квітня 2014 р., № 16 (5545).
- Соціальний натуралізм — методологічна основа прогресивної юриспруденції // Право України. — 2014. — № 1. — С. 126—136.
- Верховенство закону чи моралі? Проблема правової футурології // Публічне право. — 2015. — № 1. — С. 173—179.
- Яка Конституція нам потрібна, або Свобода людини проти правової сваволі // Віче. — 2015. — № 13. — С. 28-30.
- Про світоглядні основи розбудови прогресивного правопорядку в Україні (до методологічної дискусії у вітчизняній юриспруденції) // Право України. — 2015. — № 8. — С. 167—185.
- Соціальний натуралізм. Про соціальну природу та її закони. - Івано-Франківськ: Петраш К.Т., 2019. - 72 с. ISBN 978-617-7362-40-0
- Natura incognita. Соціальна природа та її закони: збірка філософських есе / Олександр М. Костенко. - Одеса: Фенікс, 2019. - 184 с. ISBN 978-966-928-444-0
- У світлі соціального натуралізму (вибране): вибрані твори. - К.: ПАЛИВОДА А.В., 2020. - 812 с. ISBN 978-966-437-579-2
- Основи соціально-натуралістичної юриспруденції та кримінології : монографія / О. М. Костенко. – Одеса : Видавничий дім «Гельветика», 2021. – 140 с. ISBN 978-966-992-402-5
- “Нові очі” для нового часу (про соціальний натуралізм). Луцьк : Терен, 2022. 128 с. ISBN 978-617-8235-23-9
- "На початку був Закон..." Газ. Сурма, 21.04.2023 р.